# Mihail Gavrilovics Ergyenko
Mihail Gavrilovics Ergyenko (oroszul: Михаил Гаврилович Эрдeнко, Orosz Birodalom, Kurszki kormányzóság, Baranovo, 1885. november 22. – Szovjetunió, Moszkva, 1940. január 21.) cigány származású orosz hegedűművész, a Moszkvai Konzervatórium professzora és az Erdenko dinasztia alapítója.

## Életpályája
Szegény zenész cigány családban született, édesapja hegedűs volt, ő volt az első tanára. Ötéves volt, amikor az első nyilvános koncertét adta Harkovban. 14 év koncertezés után Mihail Moszkvába utazott, hogy felvételizzen a Moszkvai Konzervatóriumba. Sikeres felvételit tett, és elnyerte a Csajkovszkij-ösztöndíjat. 1904-ben végezte el a Konzervatóriumot, és utána állást kapott a szamarai zeneiskolában.
Részt vett az 1905-ös forradalomban, ő vezényelte a zenekart Nyikolaj Bauman temetésén. A forradalom leverése után Moszkvában bíróság elé állították és száműzték Vologdába. Itt később lehetősége nyílt jótékonysági koncerteket adni munkásoknak, diákoknak. Repertoárján a legnagyobb zeneszerzők szerepeltek: Bach, Beethoven, Mozart, Brahms, Chopin, Csajkovszkij, Paganini, valamit saját feldolgozásait és átiratait is játszotta.
1910-ben meghívták a híres moszkvai versenyre, itt olyanokkal versenyzett, mint Eugène Ysaÿe belga hegedűművész. A verseny után felkérték, hogy tanítson a Kijevi Zeneiskolában, ahol olyan művészekkel kötött barátságot, mint Sergey Rachmaninov, Alekszandr Szkrjabin, Alekszandr Grecsanyinov, Reinhold Glière, Alekszandr Glazunov, Vaszilij Szafonov és Heinrich Neuhaus.
Barátság fűzte Lev Tolsztojhoz, aki a következőket mondta a művészről: „Még soha senkit nem hallottam így játszani.”
1923 és 1932 között számos koncertturnéja volt mint az első szovjet hegedűművésznek, Japántól Kínáig, 1927–1928-ban Korea, Lengyelország, Lettország, Litvánia és Németország következett.
1935-ben meghívták a Moszkvai Konzervatórium professzori tisztének a betöltésére. Az orosz hegedűiskola jeles személyisége lett, egy olyan közegé, amelyből Leonyid Kogantól, David Ojsztrahtól Maxim Vengerovig a legkiválóbb hegedűművészek egész sora került ki.
1956-ban Erdenko emlékére Sztarij Oszkolban megnyitották a róla elnevezett 1. sz. Művészeti Gyermekiskolát, majd 1986-ban megalapították a Mihail Ergyenko Nemzetközi Versenyt fiatal hegedűsök és csellisták részére.
Mint zeneszerző számos hegedűdarabot komponált (például Régi stílusú szonáta hegedűre és zongorára), és kadenciákat, saját hegedűátiratokat készített olyan zeneszerzők után, mint Chopin, Wieniawski, Brahms, Popper Dávid, Csajkovszkij és Rachmaninov. Az egyik legismertebb átirata Georges Bizet operája nyomán a Carmen-fantázia.

## Hang és kép
- Glazunov: Orientale
- Sarasate: Carmen-fantázia